# Муслимов, Мажикен
Мажикен Муслимов (каз. Мәжкен Мүслімов; род. 1929 год) — металлург, старший вальцовщик Казахского металлургического завода Министерства чёрной металлургии СССР, Карагандинская область, Казахская ССР. Герой Социалистического Труда (1966). Почётный металлург СССР (1959). Заслуженный металлург Казахской ССР (1965).

## Биография
Родился в селе Бидайык (ныне — Жанааркинского района Улытауской области Казахстана).
Трудовую деятельность начал в 1947 году в Карагандинском металлургическом комбинате в городе Темиртау. Работал вальцовщиком, с 1974 года — слесарь по ремонту металлургического оборудования цеха сортового проката.
Ежегодно перевыполнял производственный план. За годы 6-й пятилетки (1956—1960) произвёл шесть тысяч внеплановых тонн товарного проката. За выдающиеся трудовые достижения удостоен в 1966 году звания Героя Социалистического Труда.
В 1972 году участвовал в 10-м съезде профсоюза работников металлургической промышленности СССР.
Награды
- Герой Социалистического Труда — указом Президиума Верховного Совета СССР от 22 марта 1966 года
- Орден Ленина

Проживал в городе Темиртау.